# 快盜天使雙胞胎
《快盜天使雙胞胎》（快盗天使ツインエンジェル）是是原由日本TRIVY公司於2006年制作的角子機（5号机）。做为TRIVY 5号机第一弹，开发接受来自Sammy公司的支援。2006年10月《快盗天使TWIN ANGEL》開始發售。2009年2月6日，作为后继机种的《快盗天使TWIN ANGEL 2》在官方网站发表，4月开始发售。
2008年9月至10月發售共2卷的OVA動畫，由NOMAD負責製作。2011年7月至9月播放電視動畫《快盜天使雙胞胎 〜KYUNKYUN☆心跳樂園！！〜》。2017年4月7日由東京都會電視台、京都放送等電視台開始播放《快盜天使雙胞胎BREAK》。

## 概要
原作和角色设定为古贺诚，曾担当过《撲殺天使朵庫蘿》的性格设计和《Keroro軍曹》系列的作画和《水星領航員》的总作画监督和2、3季的人物设定。声优是由人气声优田村由香里・能登麻美子担任。
不过，在当时4号机和5号同时发售的情况下，5号机由于中奖率低，加上知名度低而在对萌没兴趣的客户层中被无视，而导致引进5号机的店很少。更由于做为Variety Corner而引入的也只有1、2台，在一些地区中对这个中意的客户会从早上就开始玩，导致经常性的客满。
2007年1月发售新的面版版本（产品规格未变化）。同时在公司主页上开始对名称的征集活动，至今为止导入的版本取名为“キュンキュンピンク”，新发售的版本则取名为“ラブリーエンジェル”。
《月刊Comp Ace》2007年10月开始了Comic版的连载（原作：Sammy、漫画：瀬菜モナコ）、并同时发表声明决定动画化。并且在音泉开始网络Radio节目的播放。
2010年12月的Comic Market 79上，由Alchemist游戏化，并由小蟻作画再次漫画化，同时发表再次动画化的消息，《快盜天使雙胞胎BREAK》作為原作誕生10週年紀念作品。

## 登場人物
※以「2」的人物為主。动画版声优與「2」部分相同。
水無月遙（聲：田村由香里）
是一个喜欢运动、活力十足又开朗的女孩子。不过缺点是有些不稳重，遇事经常会慌慌张张地头脑一片混乱，是学校游泳社的成员。 喜欢学生会会长如月唯人（不知其真实身份是怪盗 Mr Night）。
神無月葵（聲：能登麻美子）
与青梅竹马的遥完全是对比性的个性，是个有着沉稳性格的大小姐。不过身为神无月财阀的大小姐，有些不知世事。成绩优异，但对于弓道以外的所有运动都不太在行。在第六话中好像知道如月唯人的真实身份。
葉月胡桃（聲：釘宮理惠）
从意大利姐妹校转学过来的11岁天才少女。在第二话尾登场。是葵的远房亲戚，并十分喜欢葵，也知道了双胞胎天使姐妹的秘密，并借助口袋天使变身为white angel（第三话中曾用铃铛单独变身）。一开始不喜欢遥，但慢慢被遥感动，在十二话中对遥说我承认你是twin angel了。
於BREAK中因為喝下某種藥品而變成刺蝟「牛奶」。
如月唯人（聲：檜山修之）
成绩优秀，体育万能的圣切利弩超市学生会会长，实际上是怪盗Mr Night。在背后支援着怪盗天使的谜之美少年。
绀藤五月（聲：淺野真澄）
游泳部部员，遥的对手。中学起就一直获得运动会的优胜，然而进入圣切利弩学院后却一直输给葵。性格争强好胜。
戶持娘／冒失娘（聲：后藤沙绪里）
学院学生，戴着奇怪猫耳帽的冒失娘，遥和葵的同班同学。经常在校园内慌张的走来走去，落下随身携带的东西。
長月平之丞（聲：清川元夢）
神无月葵的专用管家，不管葵在哪里叫唤都能在0.1秒内现身。有意无意的支援着双胞胎怪盗的行为，值得依赖的存在。
西條節子（聲：淺川悠）
遥和葵的班主任。预想在30岁结婚。虽然是个大美人，却因为性格严肃而一直没有结婚。午饭一直是咖喱拉面。因喜欢暗之操纵者第五话成为Angels的敌人，并自称唯爱的战士，也是暗之运输者。
新闻弥生（聲：峰岸由香里）
俗称“知千里”的新闻部部员，掌握着校园内爆炸性新闻关键的眼镜娘。观察力敏锐，对遥和葵身边奇怪的事感兴趣，经常在她们身边转来转去。因为每次拍的照片不清楚而失败收场。

### 快盜天使雙胞胎BREAK登場
天月巡（聲：M・A・O）
主角，中學三年級的轉學生。憧憬著「正義的夥伴」。天真爛漫的性格。
如月堇（聲： 茅野愛衣）
另一個主角，是巡的同級生，如月唯人的親妹妹。由於生長在嚴格的家庭，總是很冷靜。
牛奶（聲：釘宮理恵）
詳見快盜天使雙胞胎
拜爾（聲：諏訪彩花）
雙胞胎中的少女。
努伊（聲：藤井幸代）
雙胞胎中的少年。

## 主題歌
- 作詞 - しらたまぷりん
- 作・編曲 - どれちゅ
- 歌 - ave;new feat. あべにゅうぷろじぇくと（佐倉紗織&井上みゆ）
- 声：草柳順子・きこうでん☆みさ・どれちゅ

（あべにゅうぷろじぇくと 1stミニアルバム「A LA MODE」 発売日 - 2007年2月14日収録）

## 相關書籍

### 漫画版
月刊Comp Ace（角川書店）2007年10月号开始连载到2009年9月号。作画由瀬菜モナコ担任。序盤有描写OVA的「天使像奪還編」、及『ツインエンジェル2』中重现的「ブラックファンド編」。
- 第1巻 2009年2月26日初版発行 ISBN 978-4-04-715192-5
- 第2巻 2009年2月26日初版発行 ISBN 978-4-04-715193-2
- 第3巻 2009年11月26日初版発行 ISBN 978-4-04-715337-0

月刊Comp Ace2011年6月号开始连载。作画由小蟻担任。

### 小说化
- 快盗天使ツインエンジェル 短編集 学院編（井草薫/田沢大典・著、sayori/会田孝信/ねことうふ/やまさきともや/青桐静・挿画、ハーヴェスト出版みのり文庫、2009年11月11日發售 ISBN 978-4-434-13792-1）
- 快盗天使ツインエンジェル 短編集 快盗編（井草薫/田沢大典・著、sayori/仏さんじょ/ねことうふ・挿画、ハーヴェスト出版みのり文庫、2010年2月15日發售 ISBN 978-4-434-14136-2） - 以1、2为基础的小说化短编集。

### 文集漫画
- 快盗天使ツインエンジェル2 文集漫画 （小梅けいと/モタ/すか/きぃら～☆/犬/ふゆの春秋/大石コウ/ねことうふ/祐馬/湯浅眞/SATOSHI/わだぺん。/夜愁とーや/星屑7号/青桐静/柴嶺タカシ/新居さとし/みなみ/zouzou/朱堂りま/桃井涼太・著、CAPCOM、2009年11月2日発売 ISBN 978-4-86233-241-7）
- 快盗天使ツインエンジェル2 文集漫画（犬/モタ/馴染しん/目黒川うな/白玉団子/Mito/大石コウ/杉山ユキ/わだぺん。/ねことうふ/SATOSHI/柴嶺タカシ/朱堂りま/桃井涼太/祐馬/湯浅眞/みなみ/星屑7号/夜愁とーや/くさなぎゆうぎ/ポニーR・著、CAPCOM、2009年3月25日発売 ISBN 978-4-86233-256-1）

## 动画

### OVA
2008年9月18日發售上卷，下卷同年10月2日發售。

#### 工作人员
- 原作 - Sammy
- 監督・分鏡 - 長井龍雪
- 系列構成・腳本 - 倉田英之
- 演出 - 池端隆史（上卷）、菜香ゆき（下卷）
- 角色設計・總作畫監督 - 古賀誠
- 作画監督 - 北野幸廣（上卷）、田村正文（下卷）
- 美術監督 - 廣瀬義憲
- 色彩設計 - 梅崎ひろこ
- 撮影監督 - 森本由美子
- 編集 - 武宮むつみ
- 音響監督 - 明田川仁
- 音樂制作 - 大石憲一郎
- 主題歌制作 - あべにゅうぷろじぇくと
- 製作人- 永谷敬之、里見哲朗、小野達矢
- 動畫制作 - Nomad
- 製作 - 快盗天使製作委員会

#### 主題歌
片頭曲「エンジェルらいくに☆LOVEりたいっ!!」
作詞 - しらたまぷりん / 作曲・編曲 - どれちゅ / 歌 - ave;new feat. あべにゅうぷろじぇくと（佐倉紗織&井上みゆ）、演奏・パーティボイス&ボコーダーボイス：どれちゅ
片尾曲「Twinkle☆Twinkle」
作詞・作編曲 - ひでみゅー / 歌 - 水無月遙（田村由香里）&神無月葵（能登麻美子）

### 电视动画

#### 第一作
『快盜天使雙胞胎〜KYUNKYUN☆心跳樂園！！〜』于2011年7月开始播放。

##### 工作人员
- 原作 - Sammy
- 監督 - 岩崎良明
- 系列構成 - 伊藤美智子
- 角色设计- 大木良一
- 美術監督 - 米田隆裕
- 色彩設計 - 舩橋美香
- 攝影監督 - 林寛
- 編集 - 後藤正浩
- 音樂 - 光宗信吉
- 音響監督 - 明田川仁
- 制作人- 田村淳一郎、五味健次郎、懐芽ハル、阪口英昭、松倉友二
- 动画制作人- 大橋正夫
- 动画制作 - J.C.STAFF
- 製作 - 聖チェリーヌ学院PTA（角川書店、SEGA SAMMY Holdings）

##### 主題歌
片頭曲「オンナのコって♪マジ☆超えんじぇる!!」
作詞 - しらたまぷりん / 作曲・編曲 - どれちゅ / 歌 - あべにゅうぷろじぇくと feat.佐倉紗織&白澤理繪
片尾曲「Shining☆Star」
作詞 - 安川正吾 / 作曲・編曲 - 山口朗彦 / 歌 - 水無月遙（田村由香里）&神無月葵（能登麻美子）&葉月胡桃（釘宮理惠）

##### 各集列表
| 話數   | 日文标题 | 中文标题                               | 脚本       | 分鏡     | 演出     | 作画監督                            | 總作畫監督 | 片尾插畫                    |
| ------ | -------- | -------------------------------------- | ---------- | -------- | -------- | ----------------------------------- | ---------- | --------------------------- |
| 第1話  |          | 問答無用！快盜天使雙胞胎登場           | 伊藤美智子 | 岩崎良明 | 岩崎良明 | 大木良一 小川浩司（原畫）           | 大木良一   | KEI                         |
| 第2話  |          | 偷盜注意！被盜的口袋天使               | 白根秀樹   | 高田耕一 | 嵯峨敏   | 大庭小枝 前田學史                   | 大木良一   | MA@YA                       |
| 第3話  |          | 意氣風發！葉月胡桃登場                 | 伊藤美智子 | 鈴木洋平 | 鈴木洋平 | 木本茂樹                            | 大木良一   | ぽよよん♥ろっく             |
| 第4話  |          | 猛拍猛照！目標是快盜天使雙胞胎         | 安川正吾   | 島津裕行 | 安倍博   | 小關雅                              | 大木良一   | 美水鏡                      |
| 第5話  |          | 熱戀警報！西條老師的兼職               | 白根秀樹   | 山崎隆   | 村上貴之 | 神本兼利 小野和寛                   | 大木良一   | 介錯                        |
| 第6話  |          | 情熱熱風！天使颶風                     | 伊藤美智子 | 橋本敏一 | 橋本敏一 | 冨永詠二 山元浩 中島美子            | 大木良一   | 羽音たらく                  |
| 第7話  |          | 正體不明！女孩的UMA是良好的UMA！？     | 白根秀樹   | 島津裕行 | 下司泰弘 | 小澤圓 谷口繁則                     | 大木良一   | 駒都英二                    |
| 第8話  |          | 夷險一節！雙胞胎姐妹                   | 伊藤美智子 | 島津裕行 | 石田暢   | 木本茂樹                            | 大木良一   | 藤真拓哉                    |
| 第9話  |          | 強敵出現！雙胞胎幽靈是誰？             | 安川正吾   | 二瓶勇一 | 嵯峨敏   | 大庭小枝 前田學史                   | 大木良一   | 俺與海                      |
| 第10話 |          | 一氣呵成！黑暗中綻放的一輪玫瑰         | 白根秀樹   | 佐藤雅子 | 橋本敏一 | 小川浩司 中島美子 佐野惠理 後藤孝宏 | 大木良一   | 絕叫                        |
| 第11話 |          | 窮途末路！各自的想法                   | 伊藤美智子 | 山崎隆   | 山田一夫 | 小關雅                              | 大木良一   | 造型工房SIGMA Photo by たび |
| 第12話 |          | 最終決戰！將大家的笑容奪回來           | 伊藤美智子 | 鈴木洋平 | 鈴木洋平 | 木本茂樹 山崎正和                   | 大木良一   | 大木良一                    |
| OVA1   |          | 宮崎平野！海與大地與義大利的祭典・前篇 | 伊藤美智子 | 岩崎良明 | 岩崎良明 | 大木良一                            | 大木良一   |                             |
| OVA2   |          | 宮崎平野！海與大地與義大利的祭典・後篇 | 伊藤美智子 | 岩崎良明 | 岩崎良明 | 芝田千紗 峯岸桃子 木下ゆうき        | 大木良一   |                             |

##### 播放電視台
| 放送地域 | 放送局         | 放送期間               | 放送日時                   | 放送系列       |
| -------- | -------------- | ---------------------- | -------------------------- | -------------- |
| 神奈川縣 | 神奈川電視台   | 2011年7月4日 - 9月19日 | 星期一 25時45分 - 26時15分 | 独立UHF局      |
| 兵庫縣   | SUN電視台      | 2011年7月4日 - 9月19日 | 星期一 26時05分 - 26時35分 | 独立UHF局      |
| 宮城縣   | 仙台放送       | 2011年7月4日 - 9月19日 | 星期一 26時10分 - 26時40分 | 富士電視台系列 |
| 福岡縣   | TVQ九州放送    | 2011年7月4日 - 9月19日 | 星期一 26時23分 - 26時53分 | 東京電視台系列 |
| 埼玉縣   | 埼玉電視台     | 2011年7月5日 - 9月20日 | 星期二 25時05分 - 25時35分 | 独立UHF局      |
| 廣島縣   | 廣島電視台     | 2011年7月5日 - 9月20日 | 星期二 25時34分 - 26時04分 | 日本電視網     |
| 北海道   | 北海道電視台   | 2011年7月5日 - 9月20日 | 星期二 26時00分 - 26時30分 | 東京電視台系列 |
| 愛知縣   | 愛知電視台     | 2011年7月5日 - 9月20日 | 星期二 26時30分 - 27時00分 | 東京電視台系列 |
| 東京都   | 東京都會電視台 | 2011年7月6日 - 9月21日 | 星期三 26時30分 - 27時00分 | 獨立UHF局      |
| 日本全域 | NICONICO動畫   | 2011年7月8日 - 9月23日 | 星期五 12時00分更新        | 網路電視       |
| 日本全域 | 日本BS放送     | 2011年7月8日 - 9月23日 | 星期五 24時00分 - 24時30分 | 衛星電視       |
| 千葉縣   | 千葉電視台     | 2011年7月8日 - 9月23日 | 星期五 25時30分 - 26時00分 | 独立UHF局      |

#### 第二作
《快盜天使雙胞胎BREAK》于2017年4月开始播放。

##### 工作人员
- 原作 - Sammy
- 監督 - 岩崎良明
- 系列構成 - 伊藤美智子
- 人物設計 - 高橋みか
- 音樂 - 吟
- 動畫制作 - J.C.STAFF

##### 主題歌
片頭曲
作詞 - しらたまぷりん / 作曲・編曲 - どれちゅ
歌 - あべにゅうぷろじぇくと feat.天月巡（M·A·O）&如月堇（茅野愛衣）
片尾曲
作詞・作曲 - ZAQ
歌 - みるくちゃん（釘宮理惠）
插入曲
作詞- 伊藤美智子＆a.k.a.dRESS(ave；new) / 作曲・編曲 - a.k.a.dRESS(ave；new)
歌 - トゥニエイツ（諏訪彩花）&&（藤井ゆきよ）

##### 各集列表
| 話數   | 日文標題 | 中文標題                             | 劇本       | 分鏡                       | 演出       | 作畫監督                                                                      |
| ------ | -------- | ------------------------------------ | ---------- | -------------------------- | ---------- | ----------------------------------------------------------------------------- |
| 第1話  |          | 十五歲的出航                         | 伊藤美智子 | 岩崎良明                   | 岩崎良明   | 高橋美香、德田夢之介                                                          |
| 第2話  |          | 友情的碎片                           | 伊藤美智子 | 岩崎良明                   | 則座誠     | 村上雄、小野和美 都築裕佳子、德田夢之介 高橋美香、山川宏治                    |
| 第3話  |          | 月夜與刺蝟                           | 伊藤美智子 | 山崎隆 高田耕一            | 佐佐木純人 | 飯飼一幸、五十嵐俊介 小島唯可、兼子秀敏 川島明子、中島美子 藤田正幸、藤井裕子 |
| 第4話  |          | 證明完了！理系的天才                 | 白根秀樹   | 高田耕一                   | 奧野浩行   | 大木良一、小松沙奈 高橋美香、山川宏治                                         |
| 第5話  |          | 團結互助！沖繩修學旅行               | 伊藤美智子 | 名村英敏                   | 村田尚樹   | 河西睦月、李明振 金正男、Lee Dong Wook 大木良一                               |
| 第6話  |          | 傳說的怪人 黑薔薇男！                | 白根秀樹   | 西田健一                   | 則座誠     | 德田夢之介、小野和美 村上雄                                                   |
| 第7話  |          | 期待的學院生活☆ 唯魯的社團部活動訪問 | 伊藤美智子 | 名村英敏                   | 佐藤光敏   | 山川宏治、大木良一 大塚舞、谷川亮介                                           |
| 第8話  |          | 被暴露的秘密                         | 白根秀樹   | 高田耕一                   | 佐佐木純人 | 飯飼一幸、五十嵐俊介 小島唯可、兼子秀敏 川島明子、中島美子 高橋美香、藤井裕子 |
| 第9話  |          | 理想和現實和石蕊試紙                 | 伊藤美智子 | 西田健一                   | 奧野浩行   | 小野和美、村上雄 名村英敏、小松沙奈                                           |
| 第10話 |          | 瓦解的心                             | 伊藤美智子 | 名取孝浩                   | 村田尚樹   | 河西睦月、袴田裕二 田中小百合、太田雅三 Lee Dong Wook Huang In Cheol          |
| 第11話 |          | 朋友                                 | 白根秀樹   | 名村英敏                   | 則座誠     | 大木良一、都築裕佳子 高橋美香、柏淳志 杉本里菜                                |
| 第12話 |          | 命運的去向！因為想看見大家的笑容     | 伊藤美智子 | 湖山禎崇 名村英敏 岩崎良明 | 岩崎良明   | 小野和美、村上雄 大木良一、小松沙奈 真村躍（機械）                            |